# Epiphragma lipophleps
Epiphragma lipophleps är en tvåvingeart som beskrevs av Alexander 1979. Epiphragma lipophleps ingår i släktet Epiphragma och familjen småharkrankar.
Artens utbredningsområde är Ecuador. Inga underarter finns listade i Catalogue of Life.